# Terminal (informática)

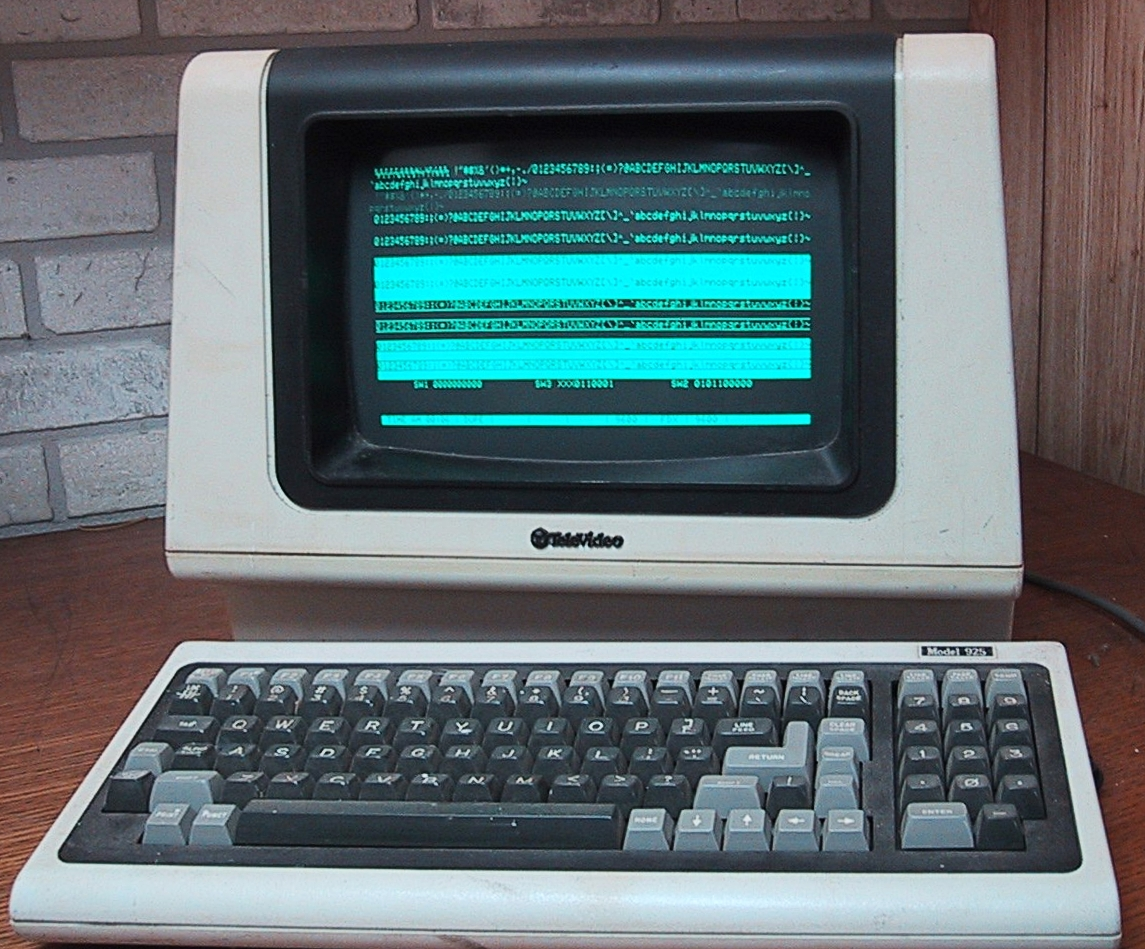
Televideo 925

Um terminal em informática é todo o equipamento disponibilizado ao usuário, nomeadamente aquele que serve de interface com um sistema de informação mais abrangente.
Geralmente um terminal está associado a sistemas muito simples, sem disco rígido, e cujo funcionamento depende da disponibilidade do sistema de informação. Em sistemas mais antigos consta a noção de console, um mero monitor de vídeo e teclado ligados a um comutador de consoles. Nestes casos, o utilizador estava diretamente ligado ao servidor de terminais, operando diretamente neste, como se estivesse fisicamente perante a máquina.
Graças ao custo cada vez mais reduzido dos computadores pessoais, os terminais vêm sendo descartados em função dos primeiros, cujo arranque inicia-se através de um servidor de clientes e aplicações, com a possibilidade de usar os recursos quer do sistema global (servidor e clientes) quer do próprio terminal.

## Terminal burro
O termo terminal burro refere-se a um terminal que tem uma funcionalidade limitada, apesar de seu significado poder variar dependendo do contexto em que ele é usado.
No contexto dos terminais de computador tradicionais que se comunicam através de uma conexão serial RS-232, terminais burros são aqueles que não têm a capacidade de processar sequências de escape especiais que realizam funções tais como apagar uma linha, limpar a tela ou controlar a posição do cursor. Neste contexto, terminais burros eram por vezes denominados de glass teletypes ("teletipos de vidro" em inglês), por terem essencialmente a mesma funcionalidade limitada de um teletipo. Este tipo de terminal burro foi ainda suportado em sistemas Unix antigos ao se ajustar a variável de ambiente TERM para dumb ("burro"). Terminais espertos ou inteligentes são aqueles que têm a habilidade de processar essas sequências de escape.
No contexto mais amplo que inclui todas as formas de dispositivos de computador com teclado/monitor, incluindo computadores pessoais, estações de trabalho diskless, computadores em rede, clientes magros e terminais xterm, a expressão terminal burro é usada para se referir a qualquer tipo de terminal de computador tradicional que se comunique serialmente através de uma conexão RS-232.